# موسى عجاوي
موسى سليمان عجاوي (1966-) هو فنان تشكيلي ورسام كاريكاتير فلسطيني، ولد في الأردن لعائلة فلسطينية مهجرة بسبب نكبة 1948، اشتهر برسوماته الوطنية الفلسطينية والقومية التي تجسد حالة الضعف العربي. وهو عضو رابطة رسامون من أجل الحرية والقدس.

## حياته المهنية
هاجرت عائلته من قريتهم كوكب الهوى في بيسان إلى الأردن بعد النكبة الفلسطينيية عام 1948، ونشأ موسى في مخيم إربد وتلقى تعليمه الإبتدائي في مدارس وكالة الغوث للاجئين الفلسطينيين، ونال درجة البكالوريوس في التاريخ. عمل في موقع قناة الجزيرة نت خلال الفترة من (2006-2018) وموقع قناة المنار خلال الفترة من (2007-2011)، ويعمل حالياً في صحيفة القدس العربي اللندنية. وكان عضو فرقة جفرا للتراث الوطني الفلسطيني للجانب الثقافي خلال العامين (1987-1989).

## الجوائز
شارك موسى عجاوي في أكثر من 75 معرضاً، ونال العديد من الجوائز عن معارضه وعن مسابقات الكاريكاتير ومنها:
- الجائزة التقديرية من مسابقة الثقافة السورية الدولية الرابعة للكاريكاتير عام 2008.
- جائزة العودة من مركز بديل عام 2012.
- جائزة تقدير عن معرضه الذي أُقيم في القنصلية الإيرانية في دمشق عام 2007.